# Beaver Dam (Kentucky)
Beaver Dam è una città degli Stati Uniti d'America, situata nello Stato del Kentucky, nella contea di Ohio.